# Centre de glaces de Québec
Le Centre de glaces Intact Assurance est un complexe sportif axé sur les sports de glace situé à Québec (Canada).
Il est composé d'un anneau de glace destiné au patinage de vitesse de 400 m, au sein duquel se trouve au centre de celui-ci deux patinoires de dimensions internationales dont l'une pour le patinage de vitesse sur piste courte et l'autre pour le hockey sur glace, le patinage artistique et le patinage libre. Deux autres patinoires aux dimensions nord-américaines se trouvent dans la partie avant. On y retrouve également une piste d’athlétisme de trois corridors. il est l’un des plus importants complexes sportifs du Canada avec une superficie de plus de 25 000 mètres carrés.

## Galerie

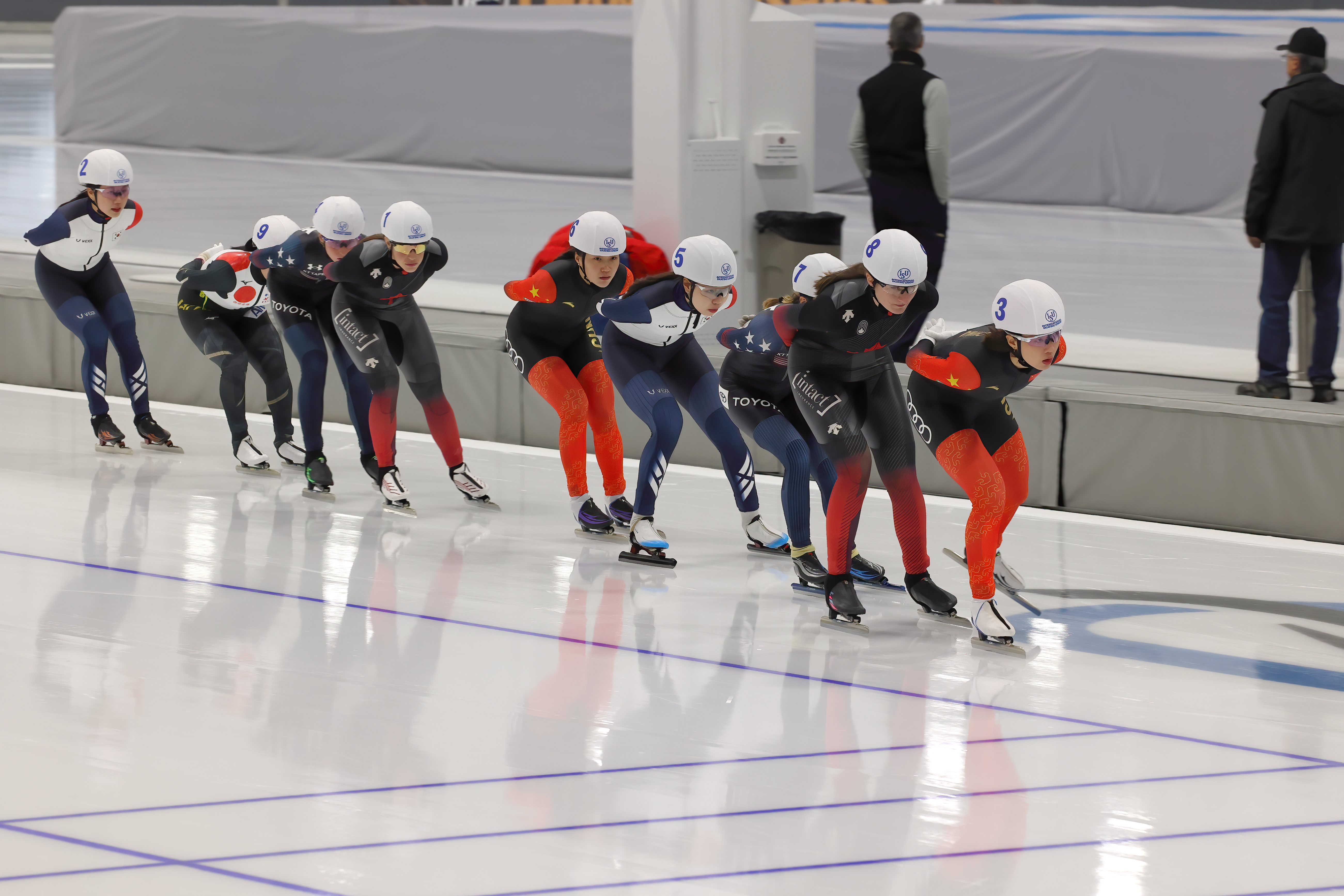
Course départ groupé des femmes aux Championnats des quatre continents de patinage de vitesse

## Histoire

### Anneau Gaétan-Boucher
Le patinage de vitesse commence à gagner en popularité à Québec vers la fin des années 1960. La ville de Sainte-Foy installe pour une première année un anneau de glace naturelle, en extérieur, à l'arrière de son aréna municipal en 1972. Les victoires du patineur québécois Gaétan Boucher aux Jeux olympiques d'hiver de 1980 donnent l'élan nécessaire pour financer la mise en place d'un système de réfrigération au coût de 3,2 millions $. Les travaux sont effectués durant l'été 1985. L'infrastructure est baptisée au nom du champion olympique le 23 décembre 1985. Le système de réfrigération permet une utilisation de la mi-novembre à la mi-mars.
Le site accueille quelques compétitions internationales au tournant des années 1990. Il est cependant rapidement délaissé par le niveau mondial en raison des rigueurs du climat québécois, de la qualité de l'air à proximité de l'autoroute Henri-IV et de l'ouverture de l'Olympic Oval, premier anneau couvert canadien situé à Calgary. Sa fermeture éventuelle devient concrète avec la mise en place d'un nouveau projet d'anneau couvert à partir des années 2000. Un dernier tour de piste protocolaire est fait le 11 décembre 2018. Néanmoins, au sein du nouveau complexe intérieur, l'anneau de glace conservera le nom de Gaétan-Boucher.

### Construction
La construction d'un nouvel anneau de glace couvert fait partie des engagements électoraux de Régis Labeaume lors de l'élection à la mairie de 2007. Une fois élu, en 2011, il fait acquérir le terrain par l'administration municipale au coût de 3,75 millions $. La Ville annonce officiellement la construction d'un nouveau complexe intérieur le 7 juillet 2016. Le budget est fixé à 68 millions $, financé par la ville et les gouvernements du Québec et du Canada. La Ville dévoile les esquisses du nouveau complexe en février 2017.
Les travaux de construction débutent officiellement le 21 septembre 2018. L'ouverture envisagée est d'abord prévue pour l’automne 2020, mais cette date est repoussée à la suite d'un arrêt du chantier de 9 semaines en raison de la pandémie de Covid-19. L'ouverture au public est prévue pour septembre 2021. Les activités d'ouverture se déroulent finalement les 28 et 29 août.
Depuis le 23 juin 2021, il porte le nom de « Centre de glaces Intact Assurance » à la suite de la conclusion d'une entente de dénomination.

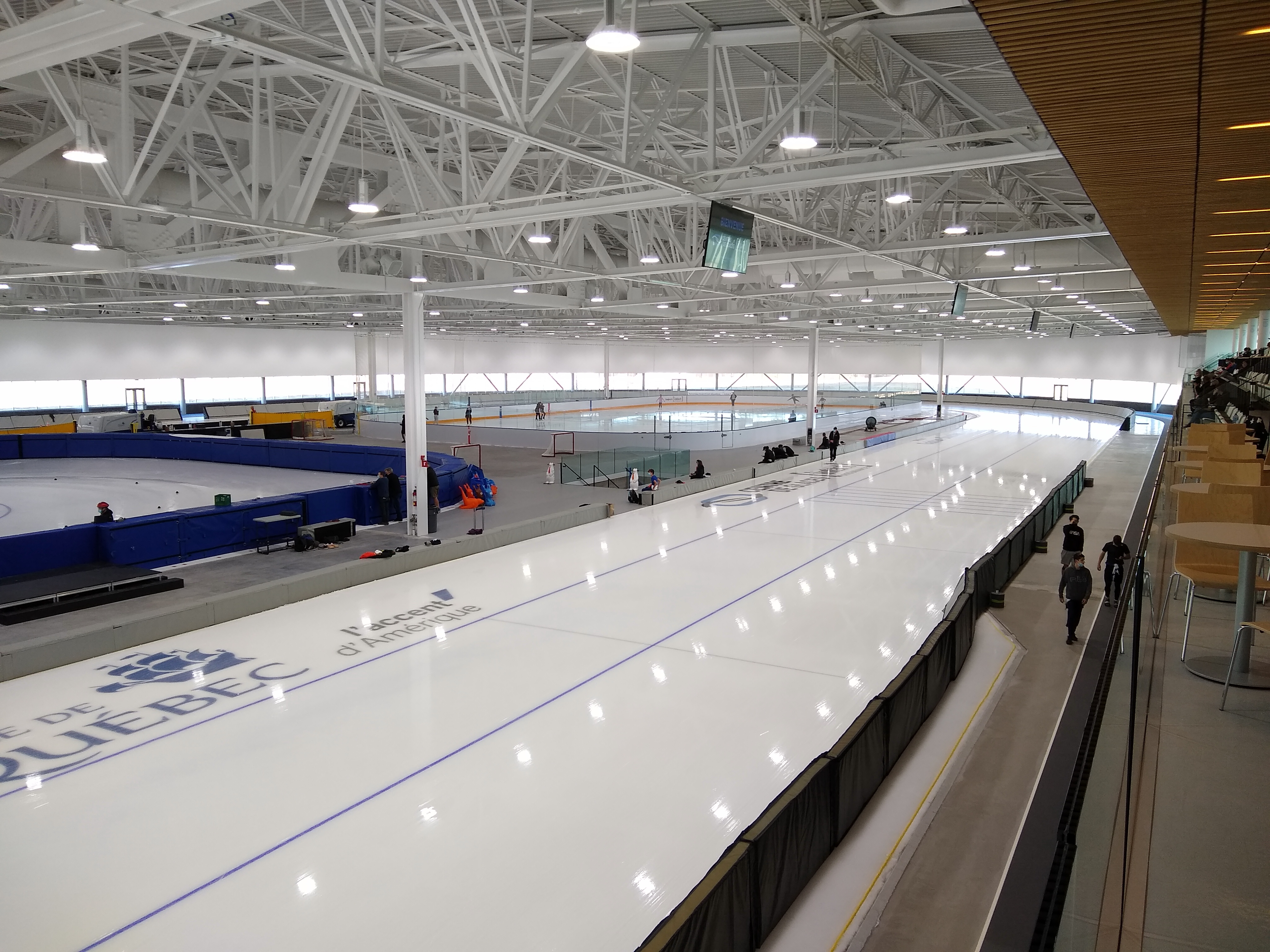
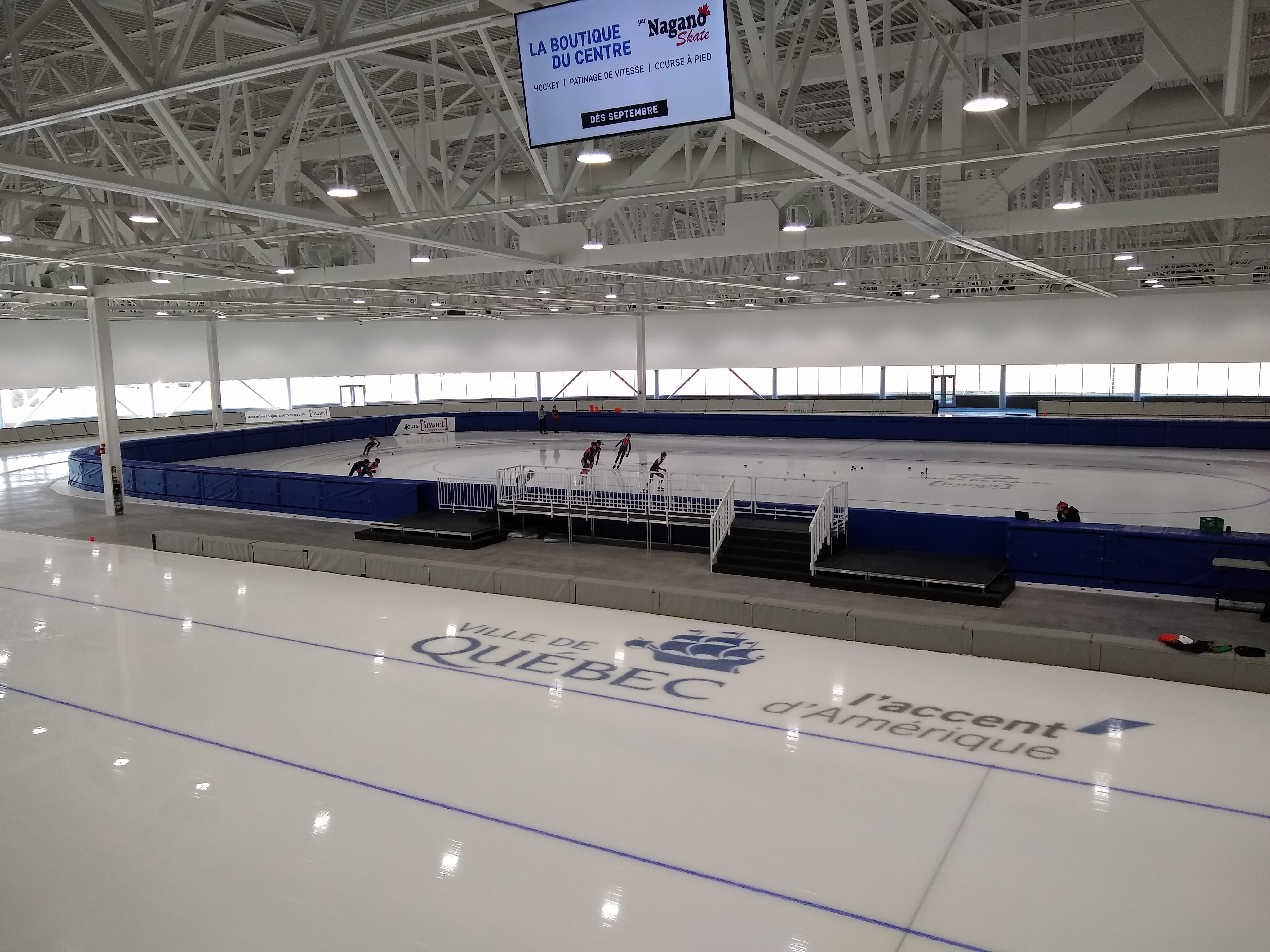
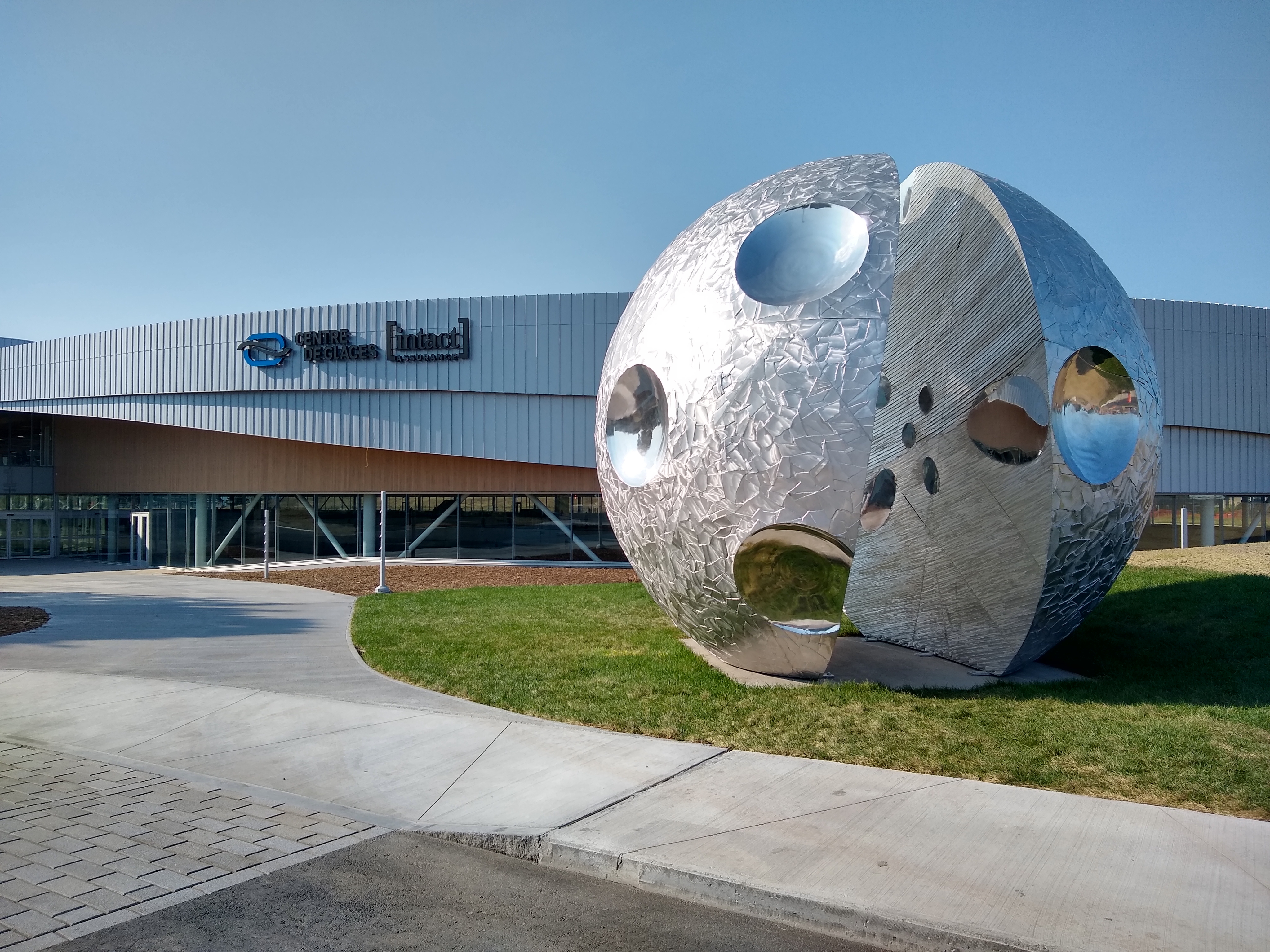

## Compétitions
- 2025, 21-23 fév.  : Coupe du monde ISU patinage de vitesse Courte piste
- 2024, 2-4 fév.  : Coupe du monde ISU patinage de vitesse longue piste
- 2023, 27-29 janv. : Championnat du monde des maîtres patinage de vitesse longue piste[9]
- 2022 2-4 déc. : Championnats des quatre continents ISU patinage de vitesse longue piste[10]
- 1992 : Étape de la Coupe du monde de patinage de vitesse
- 1987 : Championnats du monde de sprint de patinage de vitesse
- 1986 : Championnats du monde junior toutes épreuves de patinage de vitesse